# Roana de Sant Mari
Roana de Sant Mari (en francès Roannes-Saint-Mary) és un municipi francès situat al departament de Cantal i a la regió d'Alvèrnia-Roine-Alps. L'any 2007 tenia 960 habitants.

## Demografia

### Població
El 2007 la població de fet de Roannes-Saint-Mary era de 960 persones. Hi havia 364 famílies de les quals 72 eren unipersonals (36 homes vivint sols i 36 dones vivint soles), 128 parelles sense fills, 132 parelles amb fills i 32 famílies monoparentals amb fills.
La població ha evolucionat segons el següent gràfic:
Habitants censats

### Habitatges
El 2007 hi havia 429 habitatges, 375 eren l'habitatge principal de la família, 15 eren segones residències i 39 estaven desocupats. 416 eren cases i 11 eren apartaments. Dels 375 habitatges principals, 311 estaven ocupats pels seus propietaris, 59 estaven llogats i ocupats pels llogaters i 5 estaven cedits a títol gratuït; 2 tenien una cambra, 18 en tenien dues, 46 en tenien tres, 109 en tenien quatre i 200 en tenien cinc o més. 287 habitatges disposaven pel capbaix d'una plaça de pàrquing. A 134 habitatges hi havia un automòbil i a 215 n'hi havia dos o més.

### Piràmide de població
La piràmide de població per edats i sexe el 2009 era:
| Homes | Edats   | Dones |
| ----- | ------- | ----- |
| 0     | 95 o +  | 0     |
| 0     | 90 a 94 | 12    |
| 8     | 85 a 89 | 4     |
| 8     | 80 a 84 | 0     |
| 24    | 75 a 79 | 20    |
| 28    | 70 a 74 | 20    |
| 32    | 65 a 69 | 28    |
| 12    | 60 a 64 | 24    |
| 16    | 55 a 59 | 28    |
| 40    | 50 a 54 | 20    |
| 64    | 45 a 49 | 48    |
| 28    | 40 a 44 | 28    |
| 32    | 35 a 39 | 24    |
| 36    | 30 a 34 | 40    |
| 36    | 25 a 29 | 20    |
| 28    | 20 a 24 | 16    |
| 32    | 15 a 19 | 16    |
| 16    | 10 a 14 | 32    |
| 16    | 5 a 9   | 40    |
| 8     | 0 a 4   | 12    |

## Economia
El 2007 la població en edat de treballar era de 593 persones, 455 eren actives i 138 eren inactives. De les 455 persones actives 430 estaven ocupades (249 homes i 181 dones) i 25 estaven aturades (2 homes i 23 dones). De les 138 persones inactives 55 estaven jubilades, 43 estaven estudiant i 40 estaven classificades com a «altres inactius».

### Ingressos
El 2009 a Roannes-Saint-Mary hi havia 379 unitats fiscals que integraven 994 persones, la mediana anual d'ingressos fiscals per persona era de 16.939 €.

### Activitats econòmiques
Dels 21 establiments que hi havia el 2007, 2 eren d'empreses alimentàries, 1 d'una empresa de fabricació d'elements pel transport, 1 d'una empresa de fabricació d'altres productes industrials, 3 d'empreses de construcció, 4 d'empreses de comerç i reparació d'automòbils, 2 d'empreses de transport, 3 d'empreses d'hostatgeria i restauració, 3 d'empreses de serveis, 1 d'una entitat de l'administració pública i 1 d'una empresa classificada com a «altres activitats de serveis».
Dels 4 establiments de servei als particulars que hi havia el 2009, 1 era una oficina de correu, 1 guixaire pintor, 1 fusteria i 1 lampisteria.
L'únic establiment comercial que hi havia el 2009 era una fleca.
L'any 2000 a Roannes-Saint-Mary hi havia 68 explotacions agrícoles que ocupaven un total de 2.200 hectàrees.

## Equipaments sanitaris i escolars
El 2009 hi havia una escola elemental.

## Poblacions més properes
El següent diagrama mostra les poblacions més properes.